# Scytalopus acutirostris
Scytalopus acutirostris là một loài chim trong họ Rhinocryptidae.